# Generally
Generally, formellt GeneRally, är ett enkelt bilspel gjort av bröderna Hannu Räbinä och Jukka Räbinä. Dom använder DirectX 8, och får på grund av det en ganska snygg men simpel grafik.